# 彼得·斯托雷平

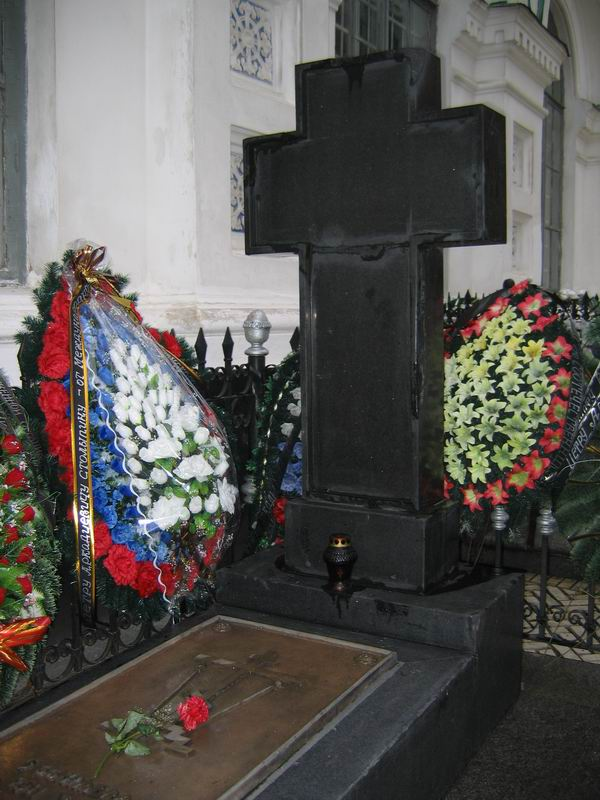
斯托雷平之墓

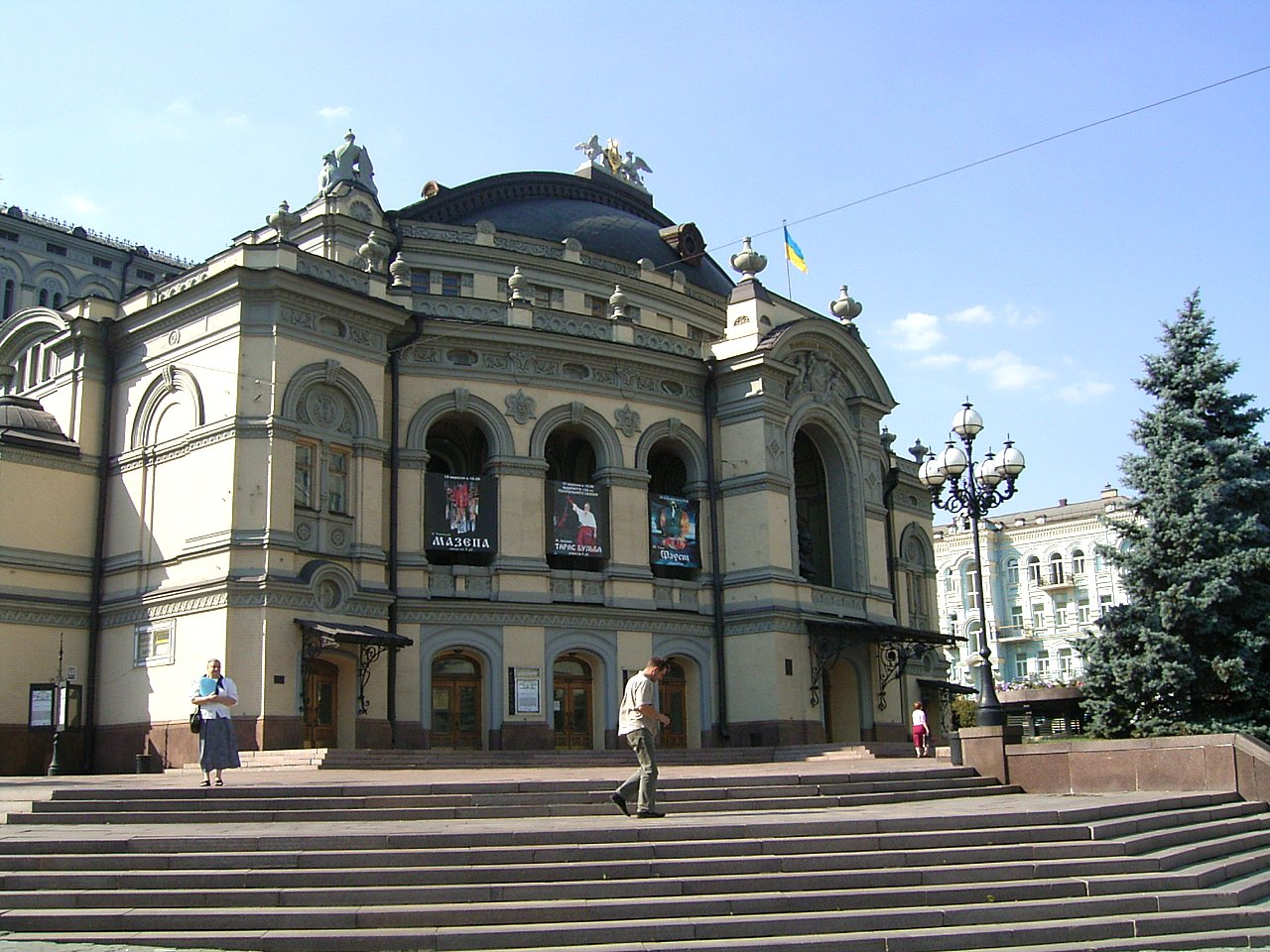
基辅歌剧院斯托雷平遇刺处

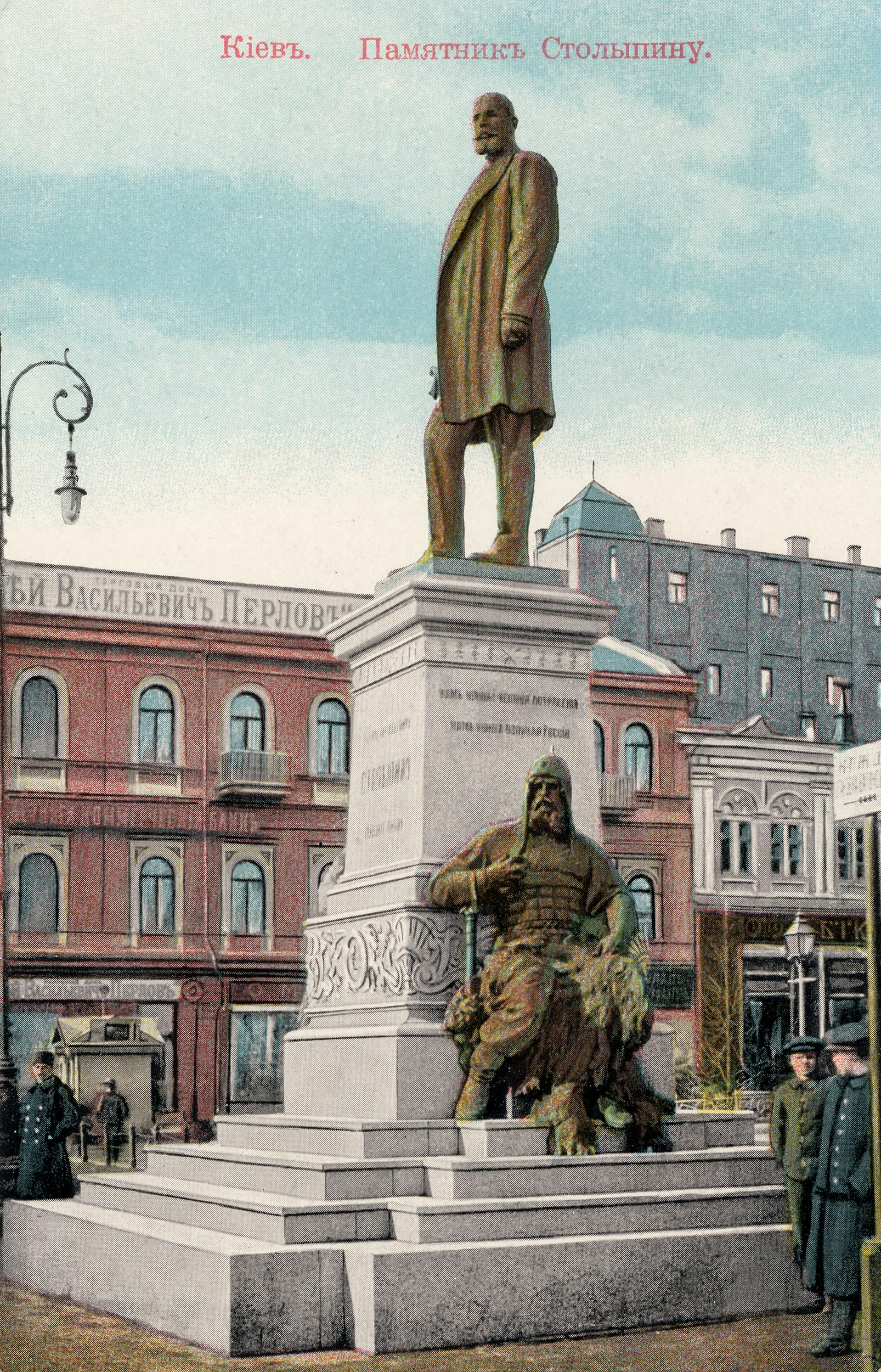
基辅的斯托雷平塑像

彼得·阿尔卡季耶维奇·斯托雷平（俄语：Пётр Аркадьевич Столыпин，羅馬化：Pyotr Arkadyevich Stolypin，發音：[pʲɵtr ɐrˈkadʲjɪvʲɪtɕ stɐˈlɨpʲɪn]；1862年4月14日［儒略曆4月2日］ – 1911年9月18日［儒略曆9月5日］），俄罗斯帝国政治家，曾任俄罗斯内務大臣（1904年－1905年）和帝國大臣会议主席（相当于首相，1906年－1911年）。斯托雷平任內推行土地改革，並镇压反抗势力。

## 生平
1862年生于德累斯顿，父亲是俄国驻德国公使，家庭条件优越，在莫斯科附近米哈伊尔·莱蒙托夫曾居住过的庄园长大。少年时期生病致右臂残疾，使得他未来未能像父辈一样参军。1869年移居至立陶宛凯代尼艾区。1876年前往维尔纽斯。1881年进入圣彼得堡大学学习农学，著名化学家门捷列夫是他的老师之一。
1902年任格罗德诺省省长，是当时俄国历史上最年轻的省长。1903年任萨拉托夫省省长。因坚决镇压农民叛乱而博得尼古拉二世的宠信，1905年俄国革命后，1906年4月在首相伊万·戈列梅金内阁中担任内政大臣，7月21日，戈列梅金辞职，尼古拉二世任命斯托雷平担任首相。8月25日，斯托雷平在圣彼得堡彼得格勒区的别墅遭遇社会革命党最高纲领主义者联盟的刺客暗杀，受轻伤，此次暗杀事件造成28人死亡，他的15岁女儿受重伤。

## 公職活動
1906年5月入閣任内务大臣，7月拜相，升任帝國大臣会议主席（即首相）。1906年7月解散第一届国家杜马，发布命令推行其土地改革：给农民以选举代表参加地方政务会议的权利，取消限制农民参与常规司法程序的措施，最重要的是允许农户退出村社，将其份地归为己有，以便形成一个保守、忠君的富农阶级。他建立军事法庭，专门审判被控为叛乱者的群众包括布爾什維克和社會革命黨的前成員，几个月内就绞死了数千人。1907年第二届国家杜马没有批准他的土地改革方案，他立即将杜马解散，并发布新选举法。在十月黨人的帮助下，他批准并实施了他1906年提出的土地改革。他推動芬兰俄罗斯化政策。
斯托雷平試圖透過土地改革製造富農，以解決農民騷亂。斯托雷平亦被視為俄羅斯帝國晚期，擁有清晰政治綱領及勇於承擔改革的政治人物之一。在他治下，僅於1906至1909年間，就有逾3,000名革命份子被處於絞刑，時人皆諷刺絞架為「斯托雷平的領帶」（俄语：столыпинский галстук）。
斯托里平曾於1906至1907年間，兩度解散俄羅斯帝國的杜馬。解散第二屆杜馬後，他將選舉權提高，限制於富人及貴族之中。他逐漸喪失人心，於1911年春天他試圖將地方自治局（Zemstvo）系統擴至南俄地區。原本他以為可以通過，但他的政敵將他打敗，逼使他辭去首相職務。

### 土地改革
在担任首相期间，他倡议了土地改革，期望通过改善农民的法律地位和经济状况，促进俄羅斯經濟稳定，在斯托雷平首相任內的改革下俄羅斯糧食產量增加，新增的富農階級成為中產階級，同時受教育人口增加。

## 刺杀
1911年9月14日，斯托雷平與沙皇尼古拉二世和沙皇的兩個女兒到位於基輔的基輔歌劇院欣賞尼古拉·安德烈耶维奇·里姆斯基-科萨科夫的歌劇萨坦王的故事時，遭遇槍手德米特里·博格羅夫連續槍擊兩次，四日後斯托雷平傷重不治，槍手亦於24日被處以絞刑。

## 在俄羅斯的評價
2008年，俄罗斯国家电视台举行了一次“最伟大的俄罗斯人”的评选活动，结果彼得·斯托雷平力压斯大林高居第二位，仅次于名列榜首的亚历山大·涅夫斯基。

## 延伸閱讀
- Ascher, Abraham. . Stanford University Press. 2001. ISBN 0-8047-3977-3.
- McDonald, David MacLaren. . Cambridge, Mass.: Harvard University Press. 1992. ISBN 978-0674922396.
- Conroy, M.S. (1976), Peter Arkadʹevich Stolypin: Practical Politics in Late Tsarist Russia, Westview Press, (Boulder), 1976. ISBN 0-8915-8143-X

## 外部連結
- （俄文） The ancestors Pyotr Stolypin （页面存档备份，存于）
- "The Assassination of Pyotr Stolypin" Research collection on microfilm.
- 在Find a Grave上的彼得·斯托雷平
- 有关彼得·斯托雷平在德国经济学中央图书馆（ZBW）20世纪新闻档案中的剪报。

| 前任： 伊万·戈列梅金              | 俄罗斯帝国大臣会议主席 1906年 - 1911年 | 繼任： 弗拉基米尔·科科夫佐夫            |
| 前任： 彼得·尼古拉耶维奇·杜尔诺沃 | 俄罗斯帝国内政大臣 1904年 - 1905年     | 繼任： 亚历山大·亚历山德罗维奇·马卡罗夫 |